# 亨利·貝林漢姆
亨利·坎貝爾·貝林漢姆爵士（英語：Sir Henry Campbell Bellingham，1955年3月29日—），英國保守黨政治家。自2001年開始，他擔任西北諾福克選區選出的英國下議院議員。他曾是劍橋大學自由俱樂部的成員。